# 半衰期：针锋相对
《半衰期：针锋相对》（又译作）是一个由Gearbox Software开发的针对《半衰期》的广受欢迎的扩展游戏包，由Valve在1999年11月19日发布。扩展包里面包含了和原来游戏一样设置的单人游戏，除了主角由戈登·弗里曼换成了阿德里安·谢泼德。谢泼德被送去黑山研究所进行一项秘密任务，但是事态的发展已经不可控制，为了生存，他需要对抗邪恶的政府和那些怪异的外星人。

## 情節
正面交鋒的故事情節延續了半衰期本傳，所以玩家可以看到高登·弗里曼，或者是见证原作中就出現的一则无线电通报正由自己的上级军官发布，或者是進入一些似曾相識的地方。
在半衰期裡面，一场被称做“串联共振”的事故撕開了一個空間裂口，大量外星生物和軍隊就此侵入了黑山。僥倖活下來的科學家和警衛們試圖逃出研究所。而美國軍隊接到了一個“清除”的命令，準備把黑色高地夷為平地。遊戲一開始，雪柏特也接受到了同樣的命令，但是在戰鬥過程中他失去了和指揮部的連繫，使得清除任務不得不停止下來。為了存活下去，雪柏特和剩餘的小隊成員必須和黑色高地的倖存者一同合作，才能逃出這個人間地獄......。

半條命裡面的場景出現於此作

在和外星人戰鬥了一段時間以後，雪伯特認識到軍方已經準備放棄這個地方。接手“清除”工作的黑色行动部队完全独立于由普通陆战队组成的危险环境战斗单位（HECU），甚至反过来对残存的陆战队员一并进行灭口，其最终目的是用运入地下的热核弹头彻底夷平黑山基地。雪柏特解除了核弹，但是不久以後G-Man再次啟用了它。在擊敗了外星人頭目之後，雪柏特發現自己正在和G-man一起處於傳送狀態。他發現自己被囚禁在一個他不能傷害別人，但是別人也害不到他的地方……。

## Operation: Black Mesa
獨立製作者 Tripmine Studios 使用Source引擎，創建新版本的正面交鋒。亦有愛好者製作非官方版本的正面交鋒續作。